# Liparis deflexa
Liparis deflexa är en orkidéart som beskrevs av Joseph Dalton Hooker. Liparis deflexa ingår i släktet gulyxnen, och familjen orkidéer. Inga underarter finns listade i Catalogue of Life.